# ReFreedom Aichi
ReFreedom Aichi（リフリーダム・あいち）は、日本最大規模の国際芸術祭・あいちトリエンナーレ2019に各国から参加したアーティストたちが、芸術祭における一つのセクション「表現の不自由展・その後」を閉鎖に追い込んだ政治家の検閲的発言や数多くの脅迫行為に抗議し、トリエンナーレの全面的な展示再開を目指して表現の自由の回復を訴えかけたプロジェクト。

## 背景

### 「表現の不自由展・その後」を巡る政治家の発言
あいちトリエンナーレ2019開幕の前日である7月31日、朝日新聞は「表現の不自由展・その後」において《平和の少女像》が出品されることを報道した。同日に行われたトリエンナーレのレセプション・パーティーに出席予定だった文化庁職員が欠席する。翌日、松井一郎大阪市長が「にわかに信じがたい！河村市長に確かめてみよう。」とツイート。それを受け、河村たかし名古屋市長が「表現の不自由展・その後」が展示されていた愛知芸術文化センターの視察後、ぶら下がり会見において「どう考えても日本人の、国民の心を踏みにじるもの」と発言し、《平和の少女像》の展示中止と撤去を大村秀章愛知県知事・芸術祭実行委員会会長に要請した。また8月2日には菅義偉官房長官が記者会見で「『あいちトリエンナーレ』は文化庁の補助事業として採択されている。審査の時点では、具体的な展示内容の記載はなかったことから、補助金の交付決定では事実関係を確認、精査したうえで適切に対応していきたい」と発言。それに対し津田大介芸術監督は「行政が展覧会の内容について隅から隅まで口を出し、行政が認められない表現は展示できないということが仕組み化されるのであれば、それは憲法21条で禁止された『検閲』に当たる」と主張し、大村知事も記者会見で「公権力を行使される方が、"この内容は良い、悪い"と言うのは、憲法21条のいう検閲と取られてもしかたがない。そのことは自覚されたほうが良かったのではないか。裁判されたら直ちに負けると思う」と河村市長を批判した。こうしてあいちトリエンナーレ2019は開幕当初からその展示内容について政治家の発言が飛び交うという、異例の幕開けとなった。

### 電凸攻撃、脅迫
「表現の不自由展・その後」の展示内容に対する抗議は政治家からだけでなく、その公開直後から抗議電話が殺到し（開幕四日間の問い合わせ電話、メール、FAX件数＝3313件）、なかには電話対応した県庁職員の名前がネットに晒されるなどして、スタッフの精神的疲弊が顕在化、芸術祭の運営機能は次第に麻痺状態に陥った。抗議は脅迫行為へとエスカレートし、「（展示を）撤去をしなければガソリン携行缶を持って（美術館に）お邪魔する」、「県内の小中学校、高校、保育園、幼稚園にガリンを散布し着火する」、「県庁等にサリンとガソリンをまき散らす」、「県庁職員らを射殺する」などと書かれたメールが実行委員会事務局に770通送られるなどして、愛知県警は8月7日づけで稲沢市稲沢町の会社員を威力業務妨害容疑で逮捕する事態となった。

### 「表現の不自由展・その後」の展示閉鎖
こうした騒動を受け、トリエンナーレの公式開催から三日後である八月三日、大村知事・実行委員会会長および津田大介芸術監督は「表現の不自由展・その後」の閉鎖を決定。8月7日、芸術祭の企画アドバイザーである東浩紀が「表現の不自由展・その後」についてTwitter上で発言し、14日に辞任を表明。16日には津田芸術監督が「表現の不自由展・その後」について「お詫びと報告」を公開し、東浩紀が津田の辞任に言及したことにも触れながら「最後まで現場監督としてトリエンナーレを無事終えることが自身の責任の取り方であると考えています」と辞任する考えがないことを示した。

### 閉鎖決定への抗議として、他の参加アーティストたちが自身の展示の変更および中止

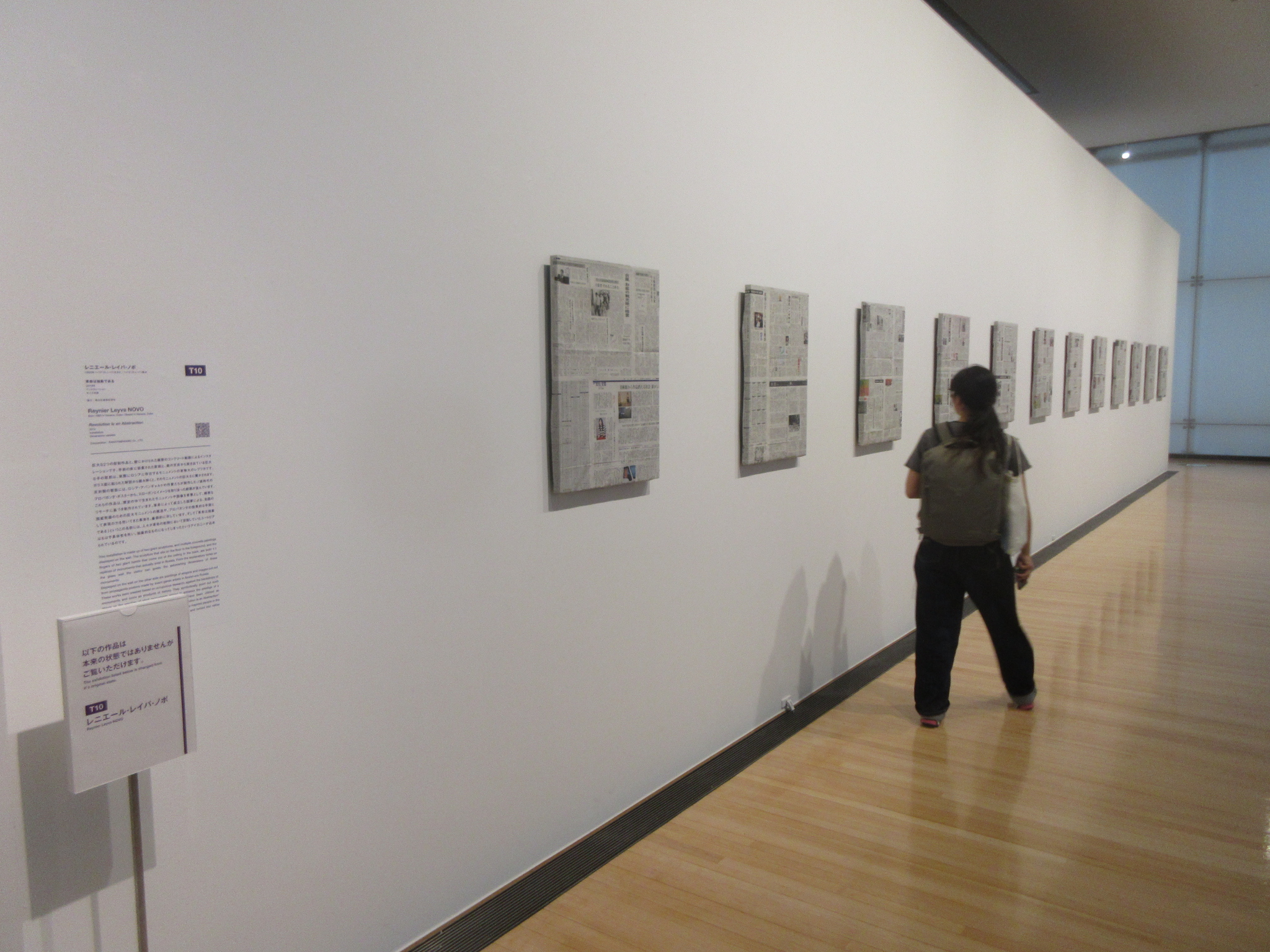
「表現の不自由展・その後」の展示中止に抗議するため、2019年8月20日、複数の外国人作家が自身の作品の出展を停止した。レニエール・レイバ・ノボは、インスタレーション「革命は抽象である」を、不自由展示中止等を取り上げた記事が掲載された新聞でくるんだ。

展示閉鎖に対し「表現の不自由展・その後」実行委員会は抗議の声明文を発表。同じく、展示閉鎖に反対する署名活動や抗議デモが愛知芸術文化センター付近で行われ、ハッシュタグ「#あいちトリエンナーレを支持します」もTwitterに登場した。一般社団法人日本ペンクラブや、美術評論家連盟、日本文化政策学会、CIMAM（国際美術館会議）、91名の憲法学者有志を含む数多くのが団体が展示閉鎖に抗議する声明文を発表。8月6日にはトリエンナーレ参加作家72組が「芸術祭の回復と継続、自由闊達な議論の場」求めるステートメントを発表し、韓国人アーティストのイム・ミヌクとパク・チャンキョンが、展示閉鎖への抗議としてそれぞれの作品を取り下げた。それに続くかたちで最終的に13組のアーティストたちが展示の変更および中止を決定。会場では多くの作品が鑑賞不可の状態となった。
「表現の不自由展・その後」の展示内容とその閉鎖決定を巡る騒動は、日本のマスメディアだけでなくニューヨーク・タイムズ、ABCニュース、ワシントン・タイムズといった海外のニュースメディアや、アート・フォーラム、アート・ニュース、アート・レビュー、フリーズといった海外のアート系メディアにおいても広く報道された。

## 概要
ReFreedom_Aichiのアーティストたちは、アートプロジェクト、共同アクション、ワークショップ、シンポジウム、ロビイングなどの具体的な実践を通じて、市民に共闘を呼びかけながら一つのムーブメントを可視化させることで「表現の不自由展・その後」を含むすべての展示再開と表現の自由の回復を目指した。9月10日の立ち上げに先行し8月22日に加藤翼、毒山凡太朗がアーティスト・ラン・スペース「サナトリウム」をトリエンナーレの会場の一つである名古屋市那古野・円頓寺付近に開設、8月25日に公開ディスカッションを開いた。

### 日本外国特派員協会においてReFreedom Aichiの立ち上げ記者発表
9月10日、東京の日本外国特派員協会での記者会見において正式にReFreedom_Aichiの立ち上げを宣言。登壇者は卯城竜太（Chim↑Pom）、高山明、小泉明郎、ホンマエリ（キュンチョメ）、大橋藍、加藤翼、藤井光、村山悟郎、毒山凡太朗。同じくReFreedom_Aichiの参加アーティストで既に展示中止を決定していたタニア・ブルゲラの母国・キューバでの言論統制の現状や、イム・ミヌクの母国・韓国で過去の軍事独裁政権が行なった言論弾圧の歴史、戦前・戦中下の日本での言論封殺の歴史を引き合いに出しながら、生き方を他人に強制されない自由の切実さ、表現の自由に対する人類の責任の重さ、民主主義社会における言論の自由の意義を訴えた。見る権利と知る権利を観客に取り戻すことを約束し、当時、不完全な状態に陥っていた芸術祭のキュレーションの回復をトリエンナーレ実行委員会に要求。あいちトリエンナーレ2019を検閲のシンボルから表現の自由のシンボルに書き換えることを掲げ、このムーブメントが戦後日本における表現の自由をめぐる戦いのターニングポイントとなることを予言した。その他に発表された主張、要求、具体的なプロジェクトの詳細は以下の通り。

### 主張・要求
1. 河村たかし名古屋市長や黒岩祐治神奈川県知事[44]そして菅義偉官房長官ら政治家による国際文化事業の内容への介入を示唆する発言について、また差別の扇動に繋がるような、公人から発せられる歴史否定ともとれる言動を強く非難する。
2. 脅迫によって文化事業を閉鎖へと追い込む犯罪的手法に強く抗議し、警備の強化と具体的な対応を愛知県警に求める。
3. 現在に至るまで電話や現場での抗議に対応している職員の心身を案じつつ、脅迫・クレーム対策の具体的な見直しと強化を愛知県に求める。
4. 再開への協議の場を一日でも早く設定することを大村知事に求める。

### プロジェクトの柱
- ネゴシエーション：  展示再開までのロードマップを作成し、あいちトリエンナーレ実行委員会（大村知事、津田芸術監督）への具体的な提案、交渉、要求をする。展示を継続させているアーティストたちは、その交渉の進展いかんによっては展示中止を判断する。またトリエンナーレ実行委員会と「表現の不自由展・その後」実行委員会、ReFreedom_Aichiに参加していないアーティストたちの三者を繋げ、そのコミュニケーションを促進させる。
- サナトリウム：[45]  トリエンナーレの一つの会場である名古屋市那古野・円頓寺に開設されたアーティストラン・スペース。専門家によるレクチャーや意見の異なる市民同士の対面を試み、分断を煽るもの──ジェンダー差別、歴史否定、ヘイト、検閲──を非難しながら、ReFreedom_Aichiへの市民参加を促すフィジカルなプラットフォーム。碓井ゆい、加藤翼、毒山凡太朗、藤井光、ペドロ・レイエス、村山悟郎が作品を展示。
- #YOurFreedom：[46][47]  鑑賞者・市民との協働によって世界中の不自由の声を集め可視化させるプロジェクト。「あなたは自由を奪われたと感じたことはありますか? あるいは不自由を強いられていると感じたことはありますか? それはどのようなものでしたか?」という質問のもとに寄せられた個々の抑圧の体験、そこからの解放を求める声が書かれた無数の紙が愛知県美術館内の閉ざされた展示室扉に貼られていく。ジェンダーも国籍も年齢も問わない、様々な不自由が可視化され共有される場となり、不自由、暴力や差別を各々が認識しノーと言うための行為となる。このアクションは、現在展示を中止しているモニカ・メイヤーの作品the clotheslineのコンセプトを受け継いでいる。
- Jアート・コールセンター：[48][49][50][51][52][53]  展示再開から会期終了までの期間にアーティストたちによって運営されるコールセンター。市民から寄せられる、芸術祭や作品にまつわる様々な意見や疑問に対してアーティストやキュレーターが自ら応答する。「電凸」という暴力を可能にする電話のメディア的特徴を逆手に取りながら、最もミニマルな公共圏の出現を目論み、パブリック／公共サービスの再設定を試みる。
- ジェンダーフリー・ステートメント：  あいちトリエンナーレ2019の騒動をジェンダー、人種による差別からくるヘイトクライムであると捉え、トリエンナーレの指針であるジェンダー平等への返答として制作したステートメント。署名は特設ホームページから行うことができ、全ての賛同者の確認も可。
- あいち宣言・プロトコル：[54][55]  市民が多様な芸術を鑑賞する権利と表現の自由を守り、権力構造から自立した芸術・文化活動を未来に実現するための「あいち宣言・プロトコル」。草案の起草を主導したアーティストたちは、アート・マネージャー、キュレーター、ギャラリスト、評論家、弁護士などの専門家を交えて文面を練り、愛知と東京で同時開催したオーディエンス・ミーティングにおいて社会と芸術についての議論をおこしながら、市民からの意見を取り入れ、より具体的な内容に踏み込んだプロトコルを目指した。
- クラウド・ファンディング:[56]  上記のReFreedom_Aichiのプロジェクトおよびそのアーカイブの制作に必要な資金を集める。目標金額は1000万円（最終的に1141万円を調達する）。応援のメッセージには、 園子温（映画監督）、宇川直宏（DOMMUNE／”現在美術家"）、山川冬樹（美術家／ホーメイ歌手）、坂本龍一（作曲家／ピアニスト）、田原総一朗（ジャーナリスト）、雨宮庸介（アーティスト）が賛同した。

## 経緯

### 2019年
8/22　サナトリウムのステイトメントがプレス発表
8/25　サナトリウムが「オープニング・ディスカッション」を開催
9/4　碓井ゆいと大橋藍がジェンダーフリー・ステートメントを発表
9/5　NHKクローズアップ現代+で「〈表現の不自由展・その後〉中止の裏で何が」放送
9/8　サナトリウムが「オーディエンス・ミーティング vol. 01：ムービーの輪」を開催
9/10　
- 日本外国特派員協会においてReFreeom_Aichiの立ち上げ記者会見[60]
- クラウド・ファンディング「ReFreedom_Aichi －－あいトリ2019を表現の自由のシンボルへ」がwebサイトGood Morningで始動
- ReFreeom_Aichiの始動に合わせ、Buzz Feedがアーティストたちへのインタビューを公開[61]

9/12　#YOurFreedomが試験的に開始（〜21日の本格始動）
9/13　
- あいちトリエンナーレのあり方検証委員会による「不自由展の展示方法や作品選定についてどう思うか」を広く一般に質問するアンケート[63]にReFreedom_Aichiが抗議
- 「表現の不自由展・その後」実行委員会が、展示再開を求める仮処分の申立書を名古屋地方裁判所に提出[62]

9/14　サナトリウムが「#YOurFreedom緊急会議×ワークショップイベント」を開催
9/15　サナトリウムが「全国芸術祭サポーターズ・ミーティング：トリ端会議」を開催
9/18　ホワイトボックス・ハーレム・アートセンター（ニューヨーク）でのフォーラム「Unfreedom of Expression」に加藤翼、津田道子が参加
9/21　
- あいちトリエンナーレのあり方検証委員会が「表現の自由に関する国内フォーラム」を開催[65]
- サナトリウムが「あいちトリエンナーレのあり方検証委員会国内フォーラム・アフタートーク」を開催

9/22　
- 藤井光が自身のレクチャーパフォーマンス／鑑賞ツアー「無情」において展示中止を宣言[66][67]
- サナトリウムが「レクチャー・トーク01：遠藤水城」を開催

9/24　サナトリウムが「レクチャー・トーク02：木村草太 x 國分功一郎」を開催
9/25　第3回あいちトリエンナーレのあり方検証委員会において展示再開の方針が語られ、知事が「再開を目指したい」と表明
9/26　
- 文化庁が、あいちトリエンナーレ2019に対する補助金不交付を決定[69][70][71][72][73][74][75][76]
- ReFreedom_Aichiが、文化庁の補助金不交付の撤回を求める請願をオンライン署名サイトChange.orgに投稿した[77][78]
- 補助金不交付の決定に抗議するかたちで、クワクボリョウタが文化庁主催の展覧会への出品ならびに文化庁メディア芸術祭への関与を取りやめる意向を示す

9/29　#YOurFreedomが「表現の不自由展・その後」の手前の展示セクションであるCIR（調査報道センター）の展示室扉－－展示が中止されて以来、閉ざされていたーーを開ける
9/30　
- あいちトリエンナーレ実行委員会と「表現の不自由展・その後」実行委員会との和解が成立[82][83][84]
- サナトリウムが「レクチャー・トーク03：毛利嘉考」を開催

10/1　文化庁の補助金不交付決定について、議事録が存在しないことが判明
10/4　サナトリウムが「レクチャー・トーク04：キム・ウンソン&キム・ソギョン、岡本有佳」を開催
10/5　トリエンナーレ実行員会および検証員会が主催する国際フォーラム「『情の時代』における表現の自由と芸術」一日目
10/6　
- トリエンナーレ実行員会および検証員会が主催する国際フォーラム「『情の時代』における表現の自由と芸術」二日目
- Jアート・コールセンターが開設を発表[88][89][90][91]
- ReFreedom_Aichiが名古屋のサナトリウムと東京の無人島プロダクションで「あいちプロトコル・アーティスト草案起草・オーディエンス参加型会議」を二拠点同時開催[92]

10/7　
- 立憲民主党の枝野幸男代表が衆議院本会議の代表質問で補助金不交付について「事実上の事前検閲」につながると指摘、安倍晋三首相は「ありもしない危機」と反論[93]
- あいちトリエンナーレ実行委員会が「表現の不自由展・その後」を10月8日午後に展示再開することを決定[94]
- 河村たかし名古屋市長が「表現の不自由展・その後」展示再開に合わせて、抗議の座り込みを行うことを宣言[95][96]

10/8　
- あいちトリエンナーレ全作品再開[97][98][99]
- 加藤翼、毒山凡太朗が、愛知県庁前で抗議の座り込みをしていた河村市長にサナトリウムへの訪問を直談判
- Chim↑Pomの作品「気合い100連発」がTwitter上で炎上[100]
- Jアート・コールセンターが開通（〜10/14）[101][102][103]

10/9　
- 全ての展示の再開を迎え、卯城竜太（Chim↑Pom）、大橋藍、加藤翼、高山明、ホンマエリ（キュンチョメ）がサナトリウムで記者会見
- あいち宣言・プロトコルのアーティスト草案が、あいちトリエンナーレのホームページ上で公開[104]

10/10　卯城竜太（Chim↑Pom）がTBSラジオ「荻上チキ・Session-22」に出演し、作品全編の音声を放送
10/11　卯城竜太（Chim↑Pom）がAbemaTV「Abema Prime」に生出演
10/12　台風19号の接近に伴い、あいちトリエンナーレ2019が臨時休館
10/13　
- サナトリウムが「レクチャー・トーク05：山川冬樹 x 高橋伸行」を開催
- クラウド・ファンディングが目標金額である一千万円を達成[107]

10/14　
- ReFreedom_Aichiがあいち宣言・プロトコルの草案をあいちトリエンナーレ実行委員会に提出
- 加藤翼、小泉明郎、毒山凡太朗が、サナトリウムを訪問した河村市長と議論[108]
- あいちトリエンナーレ2019が閉幕[109][110]

10/15　参議院予算委員会で宮田亮平文化庁長官が立憲民主党の福山哲郎議員の質問に対し、あいちトリエンナーレ2019への補助金不交付決定の見直しは必要ないと述べる
10/24　
- 山花郁夫衆議院憲法審査会幹事らが国会内で会見し、愛知県での現地調査に関する報告を行う[113]
- 愛知県が文化庁の補助金不交付決定への不服の申し出

10/27　稲田朋美自民党幹事長代行が福井県遺族連合会「次世代の会」のつどいの講演で、補助金不交付について擁護
11/5　Chim↑Pomが参加していたオーストリア・ウィーンでの展覧会「JAPAN UNLIMITED」について、在オーストリア日本大使館が公認を取り消し。
11/8　文化庁の補助金不交付の撤回を求める10万を超える署名、文化庁への提出を見送り
12/18　あいちトリエンナーレ事務局が、あいち宣言・プロトコルの最終案を受け取ったことを発表

### 2020年
1/31　国際美術館会議（CIMAM）が、あいちトリエンナーレ2019について「展示再開は国際的な好例」という声明を発表

## 閉幕後
あいちトリエンナーレ2019は10月8日をもって全作品の展示を再開させ、10月14日に閉幕した。しかし、あいちトリエンナーレ2019への交付が採択されていた補助金の全額7800万円を取り下げ・不交付とする文化庁の決定により、表現の自由を巡る論争は閉幕後まで尾を引く。不交付決定の直後からReFreedom_AichiはChange.orgで署名活動を実施した。11月8日に文化庁の内外で署名提出のアピール・アクションを実施、ヒップホップ・アーティストのダースレイダーが司会をつとめ、映画監督の諏訪敦彦は文化庁前に設営された壇上で「映画の方も同じようにいろいろな問題が起きている。あからさまに、しかもどこで何か決められたか分からないようなプロセスで決められていることは、正していかないといけない。分野を超えて連携していきたい」と語った。また、同日に文部科学省会見場で文化政策の専門家たちを交えた記者会見を開いた。

## ReFreedom Aichi 参加アーティスト
- アマンダ・マルティネス
- アンナ・ヴィット
- 伊藤ガビン
- 今津景
- イム・ミヌク
- 岩崎貴宏
- 碓井ゆい
- 遠藤幹子
- 大浦信行
- 大橋藍
- 岡本光博
- カタリーナ・ズィディエーラー
- 加藤翼
- キュンチョメ
- キャンディス・ブレイツ
- 葛宇路（グゥ・ユルー）
- クワクボリョウタ
- 小泉明郎
- 白川昌生
- スチュアート・リングホルト
- 高嶺格
- 高山明
- タニア・ブルゲラ
- Chim↑Pom
- 津田道子
- ドラ・ガルシア
- 毒山凡太朗
- 永幡幸司
- ピア・カミル
- 藤井光
- 藤江民
- 藤原葵
- ホー・ツーニェン
- ペドロ・レイエス
- 桝本佳子
- マネキンフラッシュモブ
- 村山悟郎
- モニカ・メイヤー
- 吉開菜央
- 鷲尾友公